# El presoner polític
El presoner polític (en francès: Le prisonnier politique) és una escultura de bronze creada el 1949 per l'escultor luxemburguès Lucien Wercollier. Existeixen tres versions diferents de l'obra.

## Història
Durant la Segona Guerra Mundial, de setembre 1942 a novembre 1943, els nazis van empresonar Wercollier al camp de concentració de Hinzert, on va ser testimoni d'altres presos torturats. Oficials de la Schutzstaffel van prendre dos presos, lligats per les mans i després a l'espatlla. Després d'això, van haver de quedar-se a l'aire lliure durant dies, en l'hivern.
Va ser al camp de concentració de Hinzert on Wercollier va conèixer Jean Daligault, un activista de la resistència francesa, sacerdot i artista, que va ser segrestat i portat a Hinzert després del decret Nacht und Nebel.
El desembre de 1942, Wercollier va compartir el dinar del seu paquet de Nadal amb Daligault, que no se li va permetre rebre res de la seva família. Com a regal d'agraïment, Daligault va donar a Wercollier una petita escultura que havia fet amb peces de fusta. Representava dos presoners amb les mans lligades i junts espatlla amb espatlla. Wercollier va amagar aquesta escultura sota les seves coses, i la va portar a la seva casa de Luxemburg al novembre de 1943. Després de la guerra, Wercollier va fer la seva pròpia escultura: El presoner polític.

## Versions
Avui, existeixen tres versions d'El presoner polític de Lucien Wercollier, els tres en bronze: 
- Una primera versió va ser exposada el 1956 al Museu Nacional de la Resistència, d'Esch-sur-Alzette.[1]
- El 1969, una segona versió, feta el 1954, va ser erigida al Cementiri Nôtre-Dame a Limpertsberg, com a part del Monument Nacional de la Resistència i la Deportació.
- Després de la mort de Wercollier, l'Estat de Luxemburg va ordenar una tercera versió de l'escultura, fosa del model original en guix de l'artista. Aquesta versió s'exhibeix amb una part de la col·lecció privada de l'artista a l'abadia de Neumünster.[2]

## Galeria
|  |